# Авілов Віктор Васильович
Ві́ктор Васи́льович Аві́лов (рос. Виктор Васильевич Авилов; 8 серпня 1953, Москва — 21 серпня 2004, Москва) — російський актор, режисер, заслужений артист Росії (1993).

## Біографія
Народився 8 серпня 1953 року в Москві, в сім'ї робітників.
У 1972 році закінчив Московський Індустріальний технікум за спеціальністю «Монтаж і налагодження систем контролю автоматики», з 1972 по 1974 служив в армії.
З серпня 1979 року робота в Театрі-студії на Південному Заході. До тих пір, крім сцени, працював то техніком з контрольно-вимірювальних приладів, то водієм вантажівки, але з цього моменту отримав можливість професійно займатися театром.
У 1980 році в Театрі на Південно-Заході відбулася прем'єра вистави «Мольєр» (М. О. Булгаков), в якому актор зіграв одну зі своїх найголовніших ролей — Мольєра.
У 1984 році одна з етапних для актора ролей у театрі — Гамлет. Авілова називали наступником Володимира Висоцького, «Гамлетом 80-х». А в 1993 році — Воланд у виставі «Майстер і Маргарита». Граючи Воланда в «Майстрі і Маргариті», актор два рази переживав клінічну смерть …
У 1988 році на екрани виходить повнометражна версія «Пан оформлювач». Вишуканий, наскрізь пронизаний духом «модерну» фільм, «віньєтка, від руки фарбована», для залучення широкої публіки подавався пресою як «перший радянський фільм жахів».
У тому ж 1988 році — головна роль Графа Монте-Крісто у фільмі «В'язень замку Іф».
У 2004 році Авілов пробує себе в режисурі: у театрі «Кіноспектакль» він працює над постановкою вистави «Грішне село Далскабати, або Забутий чорт» за п'єсою чеського драматурга Яна Дрди, керує зйомками відеоверсії вистави «Мольєр» в театрі на Південно-Заході і готується до зйомок ще одного роками вистражданого проекту — фільму за п'єсою Леоніда Жуховицького «Остання жінка сеньйора Хуана». У театрі на Південно-Заході Авілова затверджено на головну роль в новому спектаклі «Ляльки». А паралельно йдуть виснажливі гастролі. «Майстер і Маргарита» антрепризного проекту «Російський незалежний театр» — кожен день нове місто, кожну ніч переїзд, і так по 15-20 вистав поспіль кожен місяць. Жодного вихідного більш ніж за півроку.
В кінці червня через сильні болі в спині гастролі довелося перервати. Лікарі поставили діагноз: рак.
Помер 21 серпня 2004 року у Москві. Похований 25 серпня на Востряківському кладовищі.

## Родина
Сестра — актриса Ольга Авілова-Задохіна (1958—1990).
Віктор Авілов був тричі одружений, мав двох дочок.